# Dendrobium ochraceum
Dendrobium ochraceum là một loài thực vật có hoa trong họ Lan. Loài này được De Wild. mô tả khoa học đầu tiên năm 1906.